# Conurbação Patos-Quixaba
A Conurbação Patos-Quixaba é resultante do processo de junção do município de Patos com Quixaba dentro da Região Metropolitana de Patos.
De acordo com a estimativa 2018 do IBGE, Patos tem uma população de 106.984 habitantes, enquanto Quixaba tem 1.929 habitantes. Os municípios juntos totalizam uma população de 108.913 habitantes.